# Ariana Marie
Ariana Marie (Dallas, Texas; 15 de marzo de 1993) es una actriz pornográfica estadounidense.

## Biografía
Ariana Marie nació en la ciudad texana de Dallas, en marzo de 1993, en el seno de una familia con ascendencia irlandesa, alemana, belga y puertorriqueña. Es la pequeña de tres hermanos. Su familia se mudó cuando era pequeña a Clearwater en Florida, por motivos de trabajo de su padre. En esa ciudad creció y se graduó.
Debutó en la industria pornográfica en septiembre de 2013, a los 20 años de edad. Su primera escena fue para el portal PornPros con Giselle Mari y Danny Mountain.
Desde sus comienzos, ha trabajado para estudios como Mile High, Tushy, Bang Productions, Adam & Eve, Girlfriends Films, Kick Ass Pictures, Vixen, Evil Angel, Pure Play Media o Pulse Distribution. Además, ha trabajado para sitios web como Mofos, Bang Bros, Passion HD, Digital Desire y Naughty America.
En noviembre de 2014 fue proclamada Pet of the Month por la revista Penthouse. Ese mismo mes fue elegida también Twistys Treat of the Month del portal Twistys.
En 2015 estuvo nominada en los Premios AVN y XBIZ a la Mejor actriz revelación. Ese mismo año fue nominada en los AVN en la categoría de Mejor escena de trío M-H-M por Keisha junto a Keisha Grey y Manuel Ferrara.
En 2016 destacaron sendas nominaciones de tríos en los Premios AVN, a la Mejor escena de trío H-M-H por Slut Puppies 9 (junto a Jules Jordan y Chris Strokes) y Mejor escena de trío M-H-M por Just Jillian, con Jillian Janson y Erik Everhard.
En agosto de 2020 fue nombrada por Vixen Angel Vixen del año.
Algunos títulos de su filmografía son Art of Anal Sex 2, Au Natural, Art of Romance 3, Casting Couch Amateurs 9, Cuddles, Facialized, She's So Small 2, Slutty Times At Innocent High 3, Super Cute o Too Small To Take It All 7.
Ha rodado más de 620 películas como actriz.

## Premios y nominaciones
| Año  | Ceremonia                   | Resultado | Premio                                        | Trabajo                              |
| ---- | --------------------------- | --------- | --------------------------------------------- | ------------------------------------ |
| 2014 | Nightmoves                  | Nominada  | Best New Starlet                              | —                                    |
| 2014 | Nightmoves Fan Awards       | Nominada  | Best New Starlet                              | —                                    |
| 2015 | Premios AVN                 | Nominada  | Mejor actriz revelación                       | —                                    |
| 2015 | Premios AVN                 | Nominada  | Mejor escena de trío M-H-M                    | Keisha                               |
| 2015 | Premios AVN                 | Nominada  | Premio fan: Actriz debutante más rompedora    | —                                    |
| 2015 | Spank Bank Awards           | Nominada  | Most Adorable Slut                            | —                                    |
| 2015 | Spank Bank Awards           | Nominada  | Prettiest Girl In Porn                        | —                                    |
| 2015 | Spank Bank Awards           | Nominada  | America's Porn Sweetheart                     | —                                    |
| 2015 | Spank Bank Technical Awards | Ganadora  | Ariana Grande's Sluttier Doppleganger         | —                                    |
| 2015 | Premios XBIZ                | Nominada  | Mejor actriz revelación                       | —                                    |
| 2016 | Premios AVN                 | Nominada  | Mejor escena de trío H-M-H                    | Slut Puppies 9                       |
| 2016 | Premios AVN                 | Nominada  | Mejor escena de trío M-H-M                    | Just Jillian                         |
| 2016 | Spank Bank Awards           | Nominada  | Born To Hand Job                              | —                                    |
| 2016 | Spank Bank Awards           | Nominada  | Most Adorable Slut                            | —                                    |
| 2016 | Spank Bank Awards           | Nominada  | Tightest Twat                                 | —                                    |
| 2016 | Premios XBIZ                | Nominada  | Mejor escena de sexo en película de todo sexo | Just Jillian                         |
| 2017 | Premios AVN                 | Nominada  | Mejor escena de sexo anal                     | The Art of Anal Sex 2                |
| 2017 | Premios AVN                 | Nominada  | Mejor escena de sexo lésbico                  | Let It Ride                          |
| 2017 | Premios AVN                 | Nominada  | Premio fan: Artista femenina favorita         | —                                    |
| 2017 | Premios AVN                 | Nominada  | Premio fan: Estrella mediática                | —                                    |
| 2017 | Spank Bank Awards           | Nominada  | Best Legs                                     | —                                    |
| 2017 | Spank Bank Awards           | Nominada  | Best 'O' Face                                 | —                                    |
| 2017 | Spank Bank Awards           | Nominada  | Most Photogenic Nymphomaniac                  | —                                    |
| 2017 | Spank Bank Awards           | Nominada  | Prettiest Girl In Porn                        | —                                    |
| 2017 | Spank Bank Awards           | Nominada  | Pretty In Pink (aka Prettiest Pussy)          | —                                    |
| 2017 | Spank Bank Awards           | Nominada  | Tightest Twat                                 | —                                    |
| 2017 | Premios XBIZ                | Nominada  | Mejor escena de sexo en película vignette     | The Art of Anal Sex 2                |
| 2018 | Premios AVN                 | Nominada  | Mejor escena de sexo anal                     | Natural Beauties 2                   |
| 2018 | Premios AVN                 | Nominada  | Mejor escena de trío H-M-H                    | Nerds                                |
| 2018 | Premios AVN                 | Nominada  | Mejor escena de trío M-H-M                    | The Art of Anal Sex 4                |
| 2018 | Premios AVN                 | Nominada  | Premio fan: Artista femenina favorita         | —                                    |
| 2018 | Premios XBIZ                | Nominada  | Artista femenina del año                      | —                                    |
| 2019 | Premios AVN                 | Nominada  | Artista femenina del año                      | —                                    |
| 2019 | Premios AVN                 | Nominada  | Mejor escena de doble penetración             | Ariana Marie: A Little Bit Harder    |
| 2019 | Premios AVN                 | Nominada  | Mejor escena de sexo chico/chica              | XXX Parodies                         |
| 2019 | Premios AVN                 | Nominada  | Mejor escena de sexo lésbico                  | Ariana Marie: A Little Bit Harder    |
| 2019 | Premios AVN                 | Nominada  | Mejor escena de trío H-M-H                    | I Know Who You Fucked Last Halloween |
| 2019 | Premios AVN                 | Nominada  | Mejor escena de trío M-H-M                    | Icons                                |
| 2019 | Premios AVN                 | Nominada  | Mejor escena de sexo en realidad virtual      | Fidelo: The Penthouse Soiree         |
| 2019 | Premios AVN                 | Nominada  | Premio fan: Artista femenina favorita         | —                                    |
| 2020 | Premios AVN                 | Nominada  | Mejor escena de trío H-M-H                    | Baller Tales – Top-Shelf Pussy       |
| 2020 | Premios AVN                 | Nominada  | Mejor escena de trío M-H-M                    | Hardcore Threesomes 3                |
| 2020 | Premios XBIZ                | Nominada  | Mejor escena de sexo en película vignette     | Anal Threesomes 5                    |
| 2021 | Premios AVN                 | Ganadora  | Aparición mainstream del año                  | —                                    |
| 2021 | Premios AVN                 | Nominada  | Mejor escena de trío M-H-M                    | Threesome Fantasies 7                |
| 2021 | Premios XBIZ                | Nominada  | Estrella mediática del año                    | —                                    |
| 2022 | Premios AVN                 | Nominada  | Mejor escena POV de sexo                      | Intimate POV Anal With Ariana Marie  |